# Ròcatalhada
Ròcatalhada (en francès Roquetaillade) és una vila de la regió d'Occitània, departament de l'Aude, districte de Limós, cantó de Coisan, de 192 habitants, situada a uns 350 metres d'altitud a la vall del riu Corneilla. El terme té 1200 hectàrees de les quals unes 150 es dediquen a la producció del vi Blanquet de Limós. L'església parroquial està dedicada a Sant Esteve i és de 1635. Té un castell que va pertànyer a la família dels Montfalcó (Monfaucon) que es va construir el segle xi. A la rodalia hi ha el puig de Ròcatalhada (Pic de Roquetaillade) o Pic de Brau, de 635 metres.
El seu nom originari fou Petra Talada i el segle xiii apareix com Rocatalaida, Ruppetalliata o semblants. El seu nom francès és de 1781.